# Вашар злочина
Вашар злочина је детективски роман Агате Кристи први пут објављен у САД од стране издавачке куће "Dodd, Mead and Company" у октобру 1956. године и у Великој Британији од стране издвачке куће "Collins Crime Club" 5. новембра исте године. Америчко издање се продавало по цени од 2,95 долара, а издање у Великој Британији за дванаест шилинга и шест пенија. У њему се појављују Херкул Поаро и Аријадна Оливер.

## Радња
Поароа у вилу "Нес" у Девону позива Аријадна Оливер која сутрадан приређује игру "Потрага за убицом" као део летњег вашара. У вили "Нес", госпођа Оливер објашњава да су мали аспекти њених планова за "Потрагу за убицом" промењени захтевима људи у кући прилично лукаво све док је право убиство није изненадило.
Богати сер Џорџ Стабс је власник виле "Нес". Његова много млађа жена је прелепа Хети, леди Стабс. Она показује занимање само за фину одећу и накит, изгледа једноставно за све осим за тајницу свог мужа госпођицу Бруис која види кроз Хетину спољашњост, али је и сама у сукобу због сопствених осећања према свом послодавцу сер Џорџу. Хети и Џорџа је представила Ејми Фолијат, последња из породице која је вековима поседовала имање. Удовица, госпођа Фолијат је изгубила своја два сина током рата. Пошто је у послератном раздобљу дажбина после њихових смрти била веома висока, она је морала да прода дом предака и земљиште како би остао недирнут. Она је довела сироче Хети и увела је у друштво. Госпођа Фолијат је изнајмила једну мању кућицу на имању. Архитекта Мајкл Вејмен је на лицу местакако би израдио тениски терен и критикује неодговарајуће место недавно изграђеног павиљона. Сер Џорџ виче на троје младих туриста који прелазе преко његовог имања. То су једна Холанђанка, једна Италијанка и један мушкарац са мајцом са корњачама.
На дан вашара, Хети добија писмо од свог брата од тетке Етјена де Соузе који ће је тог дана посетити. Постала је веома узнемирена његовом изненадном посетом. Месни водич за девојке Марлин Такер чека у кућици за чамце где глуми жртву убиства када играч пронађе кључ за улазак. Њена прва посетитељка је госпођица Бруис са послужавником са освежењем у време чаја на Хетиин захтев. Са госпођом Оливер, Поаро проналази Марлин мртву у кућици за чамце. Хети нема нигде. Госпођа Оливер производи обиље теорија које објашњавају убиство и нестанак док полиција и Поаро сужавају поље са свих присутних на вашару до оних који су упознати са "Потрагом за убицом". Истрага се прво усредсређује на Етјена де Соузу и на кратко на Аманду Бруис. Даљу забуну уноси понашање Легових који бораве у викендици на имању и чији је брак у кризи. После неколико недеља без напретка, Поаро поново посећује Девон и сазнаје да је Хети и даље нестала. Стари чамџија Мердел који се утопио био је Марлинин деда. Поаро саставља неколико залуталих трагова: Марлинин деда је видео тело жене у шуми, Марлин је добијала мање своте новца које је користила за мање куповине, а сада су покуповани предмети у поседу њене млађе сестре. Мердел је враголасто рекао Поароу да ће „увек бити Фолијатових у вили Нес“.
У расплету, Поаро објашњава да је сер Џорџ Стабс заиста млађи син Ејми Фолијат Џејмс, ратни дезертер. Госпођа Фолијат га је упарила са богатом, али поводљивом Хети у нади да ће брак бити од користи за обоје, али Џејмс је одузео Хети њен новац да би установио свој нови идентитет и купио стару породичну кућу. Оно што госпођа Фолијат није знала је да се Џејмс оженио младом Италијанком након што је дезертирао из рата. Он је убио праву Хети убрзо пошто је ступио у бигамију, а његова жена Италијанка је након тога играла улогу Хети. Марлин Такер је сазнала прави идентитет Џорџа Стабса од свог деде. Обоје су побијени одвојено иако се претпостављало да је смрт старца случајна. Дан пре прославе, лажна Хети се представљала као италијанска туристкиња која борави у оближњем хостелу. Она је често мењала две улоге у раздобљу од 24 сата. Лажна Хети је послала госпођицу Бруис да однесе освежење Марлин непосредно пре него што је девојка убијена. Она убија Марлин, а затим се прерушава у туристкињу, баца велики шешир који је носила као Хети у реку и затим напушта подручје као италијанска туристкиња која носи ранац.
Датум Марлининог убиства одабран је да се баци сумња на Етјена који је писао неколико недеља раније о својој посети како је рекао инспектору Бленду. Пошто је одрастао са правом Хети, Етјен не би био преварен. Не помињу се ни хапшења криваца ни судске оптужбе против очајне госпође Фолијат. Роман се завршава звуцима полиције која руши павиљон и проналази и ископава Хетино тело.

## Ликови
- Херкул Поаро, белгијски приватни детектив
- Аријадна Оливер, прослављена списатењица
- Инспектор Бленд, истражни службеник
- Наредник Франк Котрел, полицајац у случају
- Сер Џорџ Стабс, власник виле "Нес"
- Леди Хети Стабс, Џорџова жена
- Етјен де Суза, брат од тетке леди Стабс
- Аманда Бруис, Џорџова тајница
- Ејми Фолијат, жена чија је породица раније поседовала вилу "Нес"
- Господин Вилфред Мастертон, члан парламента
- Госпођа Кони Мастертон, његова жена
- Капетан Џим Варбуртон, политички агент господина Мастертона
- Мајкл Вејмен, архитекта
- Алек Лег, атомски физичар
- Сали Лег, његова жена
- Марлин Такер, водич за девојке
- Мерилин Такер, Марлинина млађа сестра
- Господин и госпођа Такер, родитељи Марлин и Мерилин
- Мердел, 92-годишњи чамџија и отац госпође Такер
- Хенден, батлер
- Млада Италијанка на одмору, планинарка са ранцем
- Млада Холанђанка на одмору, планинарка са ранцем
- Младић са кошуљи са корњачама

## Књижевни значај и пријем
Ентони Квинтон је започео своју колумну са рецензијама у часопису Књижевни додатак Времена 21. децембра 1956. године пишући: „Нова прича о Поароу госпођице Агате Кристи је на првом месту у овој рецензији због угледа ове ауторке, а не због сопствених заслуга које су разочаравајуће мале. Потпуно у изгледу још једном извесних дубоко познатих личности, призора и направа. Поаро је при руци са својим врхунским енглеским, заснованим, претпоставља се, на средњој линији у часовима француског језика у Дечјој енциклопедији, али мале сиве ћелије су прилично пригушене." Поставио је основе заплета, а затим наставио: "Решење је колосална генијалност коју смо били условљени да очекујемо, али одређени број неопходних лажних трагова је или необјашњив или је мало превише груб ad hoc. Људи никада нису искрени у погледу својих порока тако да нема потребе да се озбиљно схватају просведи зависника детектива од њихове забринутости за чисту логику свог омиљеног штива. Оно што би требало да буде права привлачност романа Вашар злочина, међутим, није много боље од њене логике. Призор је заиста претерано уобичајен, има превише ликова и они су веома, веома равни.“
Анонимна рецензија у часопису Време од 15. новембра 1956. године такође је донекле била осуђујућа; "Роман Вашар злочина није госпођица Агата Кристи у свом најбољем издању. Убиство и његово решење су генијални, али онда, са госпођицом Кристи, увек јесу, и пријатно је поново гледати месје Херкула Поароа на делу. Опис ликова је, међутим, раван и лак, а дијалог, увек слаба тачка госпођице Кристи, погубан."
Морис Ричардсон из часописа Посматрач (18. новембар 1956. године) истакао је сличност између куће приказане у књизи и Кристине куће и резимирао: „Запањујуће, али не и несумњиво решење.“
Роберт Барнард: „Веома уобичајен рецепт, али није урађен са истим убеђењем као тридесетих година. Нико није оно што изгледа, а стари греси бацају дуге сенке. Госпођа Оливер се назире овде као што је често чинила до сада, како у књигама са Поароом тако и у другим“.

## Прилагођавања

### Филм
Роман је екранизован као филм са Питером Јустиновим и Џин Степлтон у улогама Поароа и Аријадне Оливер 1986. године. Радња је смештена у тадашње време. Снимано је углавном у Западном Викомбшком парку у Бакингемширу. У филму постоји неколико измена:
- Капетан Хејстингс је додат у екранизацији.
- Госпођица Лемон, собар Џорџ, Капетан Џим Варбуртон, брачни пар Мастертон и човек са мајцом са корњачама се не појављују.
- Етјену де Сузи је име промењено у Еди Саут.

### Телевизија
Роман је екранизован са Дејвидом Сачетом у улози Поароа као епизода истоимене серије. У глумачкој постави такође су били Шон Пертви (Сер Џорџ Стабс), Стефани Леонидас (Хети Стабс), Синејд Кјузак (Ејми Фоллиат), Ребека Фронт (Аманда Бревис), Том Елис (детектив инспектор Бленд), Мартин Џарвис (капетан Варбуртон), Розалин Ерс (госпођа Варбуртон), Данијел Вејмен (Алек Лег) и Зои Ванамејкер у свом шестом и последњем појављивању у улози Аријадне Оливер. Ово је била последња епизода серије која је снимљена (иако не и последња која је емитована), а снимање је завршено у јуну 2013. Епизода је снимана углавном у кући Агате Кристи, на имању у Гринвеју у окружењу које је користила заједно као и у старој кућици за чамце на реци Дарт.
Екранизација је углавном верна роману, али има неке разлике:
- Поставка је премештена са раних 1950-их на касне 1930-те. Сходно томе, Џејмс Фолијат – ратни дезертер у роману – је овде својеглави женскарош кога је госпођа Фолијат послала у Јужну Африку где је он лажирао своју смрт у ваздухопловној несрећи и вратио се у Нес под именом сер Џорџ Стабс.
- Госпођа Мастертон постала је госпођа Варбуртон, супруга капетана Варбуртона.
- Марлинина млађа сестра Мерилин постала је старија сестра Герти, али има исту функцију као Мерилин у роману.
- Ликови собара Џорџа, госпођице Лемон, човека са мајцом са корњачама и Марлининих родитеља су избачени.
- Екранизацији је мало промењен крај приче како би открио судбину Фолијатових која је била неиспричана у роману: док је полиција копала темеље павиљона, Поаро је износио истину пред госпођом Фолијат. Завршавило се тако што је госпођа Фолијат убила себе и сина са два метка чији су се пуцњи чули. Поаро одобрава ово убиство и самоубиство уз завршну реч епизоде: "Bon".

### Радио
Џон Мофат је тумачио Поароа у драматизацији за ББЦ Радио 4 емитованој 2007. године, а Џулија Макензи је тумачила Аријадну Оливер.

### Игрица
Дана 15. октобра 2009. године, "I-play" је објавио игру скривених предмета за преузимање засновану на роману Вашар злочина. Ово је трећа игрица у низу игрица са скривеним предметима друштва "Oberon Games" заснованих на романима Агате Кристи, а прве две су засноване на романима Смрт на Нилу и Опасност у Енд Хаусу. Четврта игрица у низу је заснована на роману У 10 до 5 са Падингтона.

## Издања на српском језику
- Вашар злочина, Космос (Београд), Југославија, 1963. год, 186 стр, Превод: Густав Брили, Зелена библиотека, књига бр. 56
- Мртвачева лудост, Поларис (Београд), Југославија, 1993. год, 184 стр, Превод: Мирјана Живковић, Библиотека Поларис, Серија детективских романа Агата
- Вашар злочина, Народна књига & Политика (Београд), Србија, 2006. год, 194 стр, Превод: Густав Брили, Библиотека Бестселер, Књига бр. 145